# Georges Biassou

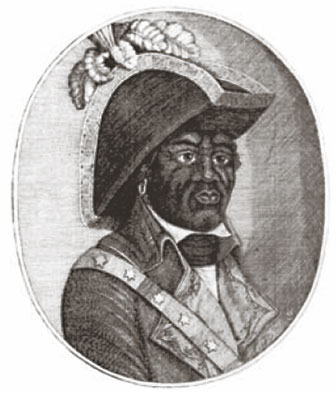
Georges Biassou (Zeichnung von Juan López Cancelada)

George Biassou (* 1741 in Saint-Domingue; † 14. Juli 1801 in St. Augustine (Florida)) war einer der Anführer der frühen Sklavenaufstände in der französischen Kolonie Saint-Domingue, die zur Unabhängigkeit Haitis im Jahr 1804 führten.

## Leben
Georges Biassou wurde im Jahr 1741 auf der Insel Hispaniola als Sklave auf einer Zuckerrohrplantage in der französischen Kolonie Saint-Domingue, dem heutigen Haiti, geboren. Zusammen mit Jean-François Papillon und Jeannot Bullet wurde ihm von dem Voodoo-Priester Dutty Boukman im Sommer des Jahres 1791 in einer Zeremonie eingeschworen, Anführer der zur Revolution führenden Aufstände zu werden.

### Sklavenaufstand und Revolution
Bei den im Jahr 1791 losbrechenden Sklavenaufständen wurden Biassou und Jean-François Papillon zu den wichtigsten Anführern der Aufständischen. Allein Biassou kommandierte rund 40.000 Sklaven, die begannen, Plantagen niederzubrennen und die Weißen zu ermorden. Biassou zelebrierte seine Macht mit furchterregenden Insignien des Voodoo.
Biassou und Papillon schlugen nach rasch eintretenden Erfolgen Friedensverhandlungen mit Frankreich vor und boten an, den Aufstand im Gegenzug für das Ende der Sklaverei zu beenden. Frankreich, das sich mit mehreren Monarchien und Königreichen im Krieg befand, lehnte diesen Vorschlag ab, da es sich nicht zusätzlich mit den Kolonien befassen wollte. Daraufhin knüpften Biassou und Papillon informelle Kontakte zu Spanien an, das Santo Domingo, den östlichen Teil der Insel Hispaniola, kontrollierte.
Im Jahr 1793 erklärte Frankreich Spanien den Krieg, der auch Auswirkungen auf Hispaniola zeitigte. Spanien gewährte den Revolutionären der französischen Kolonie Freiheit als Anerkennung für ihre Unterstützung im Kampf gegen Frankreich. Für die Rebellenführer wurde eine militärische Organisation schwarzer Hilfstruppen Karls IV. gegründet. Zu ihren Mitgliedern gehörte neben Biassou und Papillon unter anderem auch Toussaint Louverture. Die schwarzen Hilfstruppen wurden mit Waffen, Vorräten und Gehältern ausgestattet. Biassou erhielt die spanische Staatsbürgerschaft sowie Anerkennungsschreiben der spanischen Regierung.
Biassou und Papillon blieben auf Seiten Spaniens, während Louverture sich auf Seiten der Franzosen schlug. Nach Ende des Kriegs fand sich keine weitere Verwendung für die Alliierten Spaniens. Sie waren als ehemalige Angehörige einer Armee weiterhin bewaffnet. Da am 4. Februar 1794 alle Sklaven in allen französischen Kolonien die Freiheit erhielt, und im Jahr 1795 Spanien seine Besitzungen auf Hispaniola an Frankreich abtrat, mussten die Angehörigen der schwarzen Hilfstruppen, so auch Biassou, Hispaniola verlassen.

### Letzte Jahre in St. Augustine
Biassou machte sich mit anderen Angehörigen der schwarzen Hilfstruppen Im Jahr 1795 auf den Weg nach Kuba. Die kubanischen Behörden befürchteten jedoch, dass ihre Anwesenheit Sklavenbewegungen in Kuba auslösen würde. Daher wurde die Einreise untersagt. Sie segelten deswegen weiter nach St. Augustine, der Hauptstadt von Ostflorida, die ebenfalls unter spanischer Kontrolle stand. In St. Augustine waren bereits im Jahr 1792 Gesetze zur Rassengleichheit in Kraft getreten.
Nach Ankunft dort gewährte der Gouverneur von St. Augustine Biassou und seinen haitianischen Anhängern, die er als Familie betrachtete, ein freundliches Willkommen. Biassou änderte seinen Vornamen in Jorge und war fortan ein freier spanischer General. Er wurde zum Anführer der Schwarzen Miliz von St. Augustine ernannt, die er von Fort Matanzas aus befehligte.
Obwohl Biassou weitgehend als Held wahrgenommen wurde, war die Gewalt, die er in seinem Streben nach Freiheit ausübte, kein Geheimnis. In Anbetracht dessen fürchteten Kolonisten und Verwaltungsbeamte in Florida Biassou, da sie befürchteten, er könnte auch in Florida einen Aufstand anzetteln. Sie waren besonders misstrauisch, da es in Pointe Coupée, Louisiana, das relativ nahe an Florida liegt, zwei Verschwörungen zum Sklavenaufstand gegeben hatte.
Biassou lebte im Salcedo House in St. Augustine und kaufte eine eigene Plantage. In seinen letzten Lebensjahren diente Biassou weiterhin Spanien und verteidigte Florida gegen Angriffe der Seminolen-Indianer. Nach zehn Jahren in Freiheit kam er am 14. Juli 1801 im Alter von 60 Jahren während einer Schlägerei unter Alkoholeinfluss um.